# Олександр Ванько Лагодовський
Олександр Ванько Лагодовський (1525 — 27 січня 1574) — український (руський) шляхтич зі стародавнього українського роду Лагодовських, урядник, володар Винників при кінці 1560-х — початку 1570-х років, ктитор Унівського монастиря з 1549 по 1574 рік.

## Біографія
Батько — Івасько (Івашко) Ванькович Лагодовський зі Станимиру, син Ванька, був звинувачений, але у 1530 році зміг довести безпідставність закиду щодо привласнення скарбу та маєтностей Винників та Підберізців. Після смерті львівської каштелянової Струмилової мав процеси, за якими на нього подали позови щодо вчинення насильств та невиплати десятини. Львівський канонік РКЦ Понятовський відлучив його від церкви, також у Ванька конфіскували маєтності, які повернули після зняття відлучення у 1539 році.
Олександр посідав уряд львівського поборця, зокрема, у 1564 році. У 1552 році мав процес з Андрієм Кухарським. У 1569 р. польський король Сигізмунд II Август видав мандат про повернення О. Лагодовському незаконно відібраних маєтностей — с. Винники з прилеглими пасікою і ставком.
Був похований у церкві Унівського монастиря, яку фундував.

### Унівський манастир
Був опікуном православного Унівського монастиря. Побудував біля цілющого джерела монастир на честь Богородиці.
У 1549 році Унівський монастир був зруйнований під час татарських набігів. Якби не лицар Олександр Ванько Лагодовський, на цьому б історія монастиря закінчилася. Зазначено в описах Іллі Буцманюка «Унів і його монастирі»:
|  | Був це лицар побожний, щедрий для церков і монастирів, а для убогих старців, сиріт і калік милосердний. У важких, лютих боях за віру святу і Русь-Україну вік його минався… Та ось занедужав він на ноги, і хоч все робив, щоб одужати, але не ставало йому краще. Слуги переносили його з місця на місце. Втрачаючи надію, лицар став наполегливо молитися і від втоми заснув. У сні йому об'явилася Матір Божа, яка промовила: «Їдь звідси на схід сонця і там знайдеш в глибокому ярі криницю, а коли водою з тої криниці обмиєш ноги, то оздоровишся. |

Сон збувся. Лагодовський натрапив на руїни монастиря в Уневі, знайшов джерело, обмився в ньому і одужав (джерело діє і понині, воно обкладене камінням і прикрашене зображенням Богоматері).
З вдячності своїй Цілительці Лагодовський записав фундуш для будівництва мурованої церкви Успення Пресвятої Богородиці, яка збереглася донині. Це — унікальна пам'ятка архітектури перехідного періоду від пізньої готики до ренесансу, збережена до сьогодні. До неї було перенесено ікону і поміщено за престолом над цілющим джерелом.
До наших днів в експозиції Львівської національної галереї мистецтв імені Бориса Возницького (філія в Олеському замку) зберігається мармуровий надгробок Олександра Ванька Лагодовського (стиль Ренесанс) — один із найкращих зразків західноукраїнської скульптури епохи Відродження. О. В. Лагодовський зображений у лицарських обладунках, нібито він спочиває на ложі. З 1574 до 1950 рік надгробок перебував в Унівському монастирі.
Можливо, що як і обрамування київського надгробка над тлінними останками князя Костянтина Острозького в Успенському соборі Києво-Печерської лаври, встановленого 7 серпня 1579 року, а зруйнованого у 1941 року, так і завершення причілка в Уневі — пізнішого походження (подібним був надгробок Катерини Рамултової у Дрогобичі).

### Сім'я
Дружина — Барбара з Сенна, з якою мали трьох синів:
- Андрій — писар земський львівський
- Іван (Ян) — став католиком,[6] волинським каштеляном
- Кіліян.[1]